# Смугасторогий калао
Смугасторогий калао (Rhyticeros) — рід птахів родини Птахи-носороги (Bucerotidae). Ці птахи поширені у тропічних лісах у Південній, Південно-Східній Азії, Новій Гвінеї та Соломонових островах.

## Класифікація
Рід містить 6 видів:
- Rhyticeros cassidix — калао сулавеський
- Rhyticeros everetti — калао сумбійський
- Rhyticeros narcondami — калао андаманський
- Rhyticeros plicatus — калао папуанський
- Rhyticeros subruficollis — калао таїландський
- Rhyticeros undulatus — калао смугастодзьобий